# Козловский, Михаил Сергеевич
Михаил Сергеевич Козловский (род. 17 октября 1989 года, Ленинград) — российский автогонщик, пилот команды LADA Sport Lukoil в WTCC в 2013—2015 годах.

## Общая информация
Образование: высшее, окончил Санкт-Петербургский государственный университет экономики и финансов (СПбГУЭФ).
В 2000 году окончил школу картинга «Нева-ринг».
С 2001 по 2005 год выступал в различных соревнованиях по картингу.
В 2008 году выступал за команду «Спорт-Гараж».
В 2009—2014 гг. выступал за гоночную команду «Лукойл Рейсинг Тим» в российских кольцевых автогонках.
В 2013 году заменил другого пилота LADA Sport Lukoil Алексея Дудукало в международной туринговой серии WTCC.
В августе 2014 г. на Московском международном автосалоне подписал контракт, позволяющий ему продолжить выступления в международной туринговой серии WTCC за команду LADA Sport ROSNEFT, за которую он выступил в следующем сезоне.
28 мая 2015 г. команда опубликовала пресс-релиз, в котором говорилось, что на российском этапе чемпионата мира по турингу WTCC под Волоколамском вместо Михаила Козловского поедет Ник Катсбург.

## Гоночная карьера
- 2001 — Кубок России по картингу, класс Мини
- 2001—2004 — Часовая гонка в Лаппеэнранте: 5-е место; Рождественский кубок по картингу (Финляндия): 4-е место; Зимний чемпионат Финляндии Raket Winter Challenge, класс Ракет: 4-е место; Часовая гонка в Лаппеэнранте: 3-е место
- 2001 — Кубок России по картингу, класс «Мини»: 10-е место
- 2002 — Первенство России по картингу, класс «Ракет»: 10-е место
- 2003 — Первенство России по картингу, класс «Ракет»: 10-е место
- 2004 — Первенство России по картингу, серия ICA-Junior: 4-е место
- 2005 — Формула Русь: 5-е место
- 2005 — Формула БМВ-Германия
- 2006 — Формула 1600 (Sitronics Racing): 9-е место
- 2007 — RTCC, класс «Туринг-Лайт» (Citroen Sport Россия): 12-е место
- 2008 — RTCC, класс «Туринг»: 3-е место
- 2008 — Кубок «Seat Leon Россия» (Спорт-Гараж): 1-е место
- 2009 — RTCC, класс «Туринг Лайт» (Lukoil Racing Team Ford): 2-е место
- 2010 — RTCC, класс «Туринг Лайт» (Lukoil Racing Team Ford): 1-е место
- 2011 — European Production Series: 6 подиумов, 4 победы
- 2012 — RRC: 1 победа
- 2013 — FIA WTCC: 11 этапов (Lukoil Racing Team LADA).
- 2014 — FIA WTCC (Lukoil Racing Team LADA)
- 2015 — FIA WTCC (LADA SPORT ROSNEFT)[1]